# Haid (Neukirchen bei Sulzbach-Rosenberg)
Haid ist ein Gemeindeteil von Neukirchen bei Sulzbach-Rosenberg im oberpfälzischen Landkreis Amberg-Sulzbach in Bayern.

## Geografie
Das Dorf Haid liegt im Nordwesten der Oberpfalz, etwa sieben Kilometer westlich von Sulzbach-Rosenberg und direkt an der Bundesstraße 14, die durch den Ort führt. Der Ort ist ungefähr dreieinhalb Kilometer vom Gemeindesitz entfernt.
Haid gehörte zur Gemeinde Bachetsfeld und wurde mit deren Ortsteilen Büchelberg und Fichtelbrunn im Zuge der Gebietsreform in Bayern 1972 nach Neukirchen bei Sulzbach-Rosenberg eingegliedert. Bachetsfeld mit seinen weiteren Ortsteilen kam zur Gemeinde Illschwang.

## Geschichte

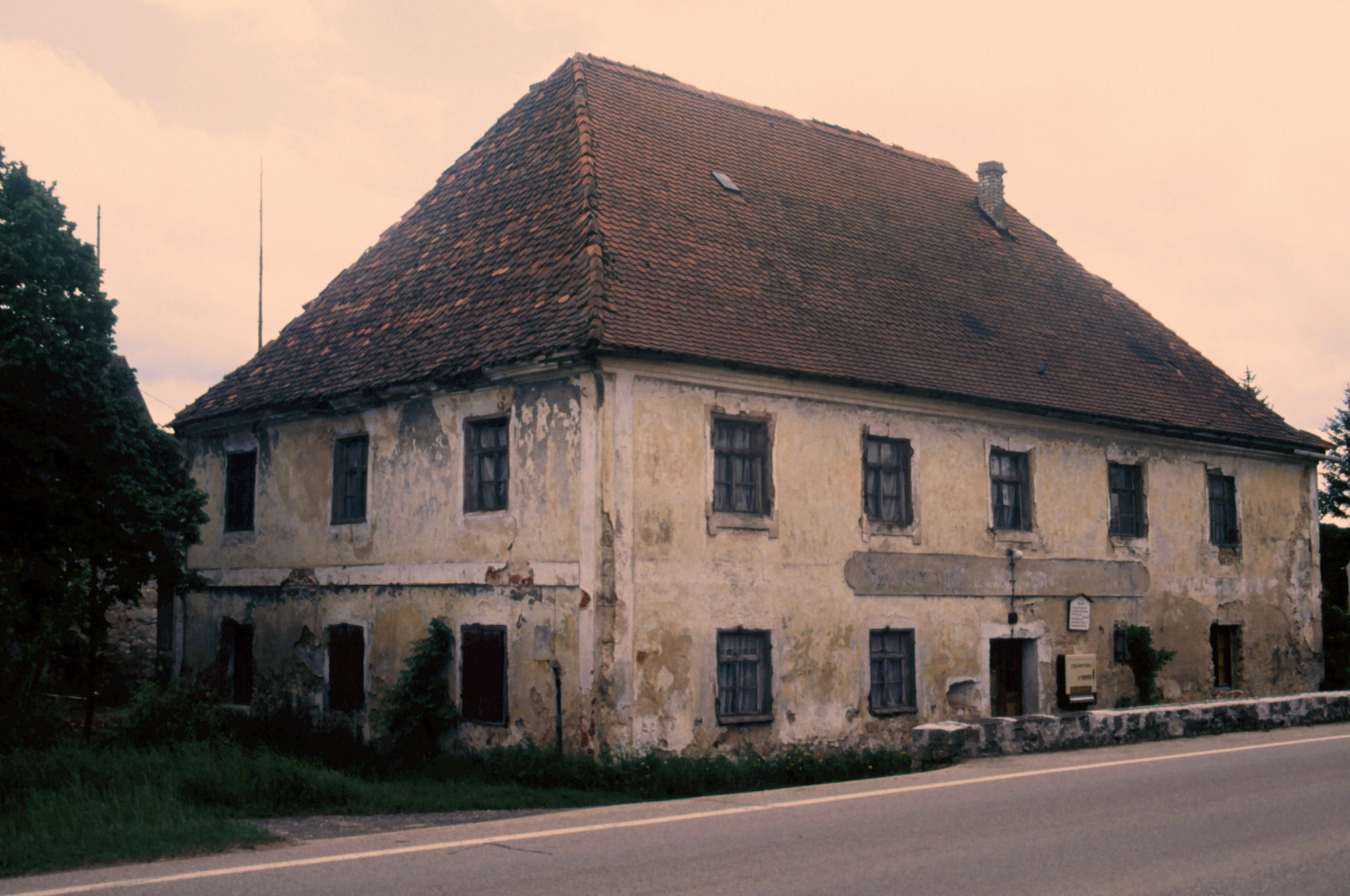
Ehemaliges Gasthaus von Haid

Die Bayerische Uraufnahme zeigte Haid in den 1810er Jahren als ein aus acht Herdstellen bestehendes Straßendorf, das sich über eine Länge von 400 Metern hinzog. Seit dem Gemeindeedikt von 1818 hatte Haid zur Gemeinde Bachetsfeld gehört, deren Verwaltungssitz sich im Dorf Bachetsfeld befand. Als die Gemeinde Bachetsfeld im Zuge der Gebietsreform in Bayern im Jahr 1976 aufgelöst wurde, wurde Haid in die Gemeinde Neukirchen eingegliedert.
| Jahr          | 001875 | 001885 | 001900 | 001925 | 001950 | 001961 | 001970 | 001987 |
| Einwohnerzahl | 62     | 59     | 43     | 57     | 49     | 51     | 49     | 52     |

## Baudenkmäler
Das ehemalige Gasthaus im westlichen Ortsgebiet steht unter Denkmalschutz. Bei dem Gebäude handelt es sich um einen zweigeschossigen Bruchsteinbau mit Walmdach und Putzbänderung, der aus dem 17./18. Jahrhundert stammt.